# West Clarkston-Highland
West Clarkston-Highland es un lugar designado por el censo ubicado en el condado de Asotin en el estado estadounidense de Washington. Según el censo del año 2010, tiene una población de 5.261 habitantes.

## Geografía
West Clarkston-Highland se encuentra ubicada en las coordenadas 46°24′8″N 117°3′32″O / 46.40222, -117.05889.

## Demografía
Según la Oficina del Censo en 2000 los ingresos medios por hogar en la localidad eran de $29.311, y los ingresos medios por familia eran $31.673. Los hombres tenían unos ingresos medios de $29.349 frente a los $20.918 para las mujeres. La renta per cápita para la localidad era de $15.762. Alrededor del 18,9% de la población estaban por debajo del umbral de pobreza.